# Digmon Roovers
Digmon Roovers (30 november 1968) is een Nederlands gitarist en basgitarist. Hij heeft interesse in veel muzieksoorten; bijvoorbeeld soul, reggae en funk. 

## Biografie
Roovers begon op 8-jarige leeftijd met gitaarspelen en zat op 16-jarige voor het eerst in een band. Op 22-jarige leeftijd kwam hij bij de reggaeformatie Johnny Baby & The Liberators.
Tegelijkertijd richtte hij samen met Gerrit de Boer en Sebastiaan Kaptein de formatie Jamesz op. In 1999 wonnen zij de solistenprijs van het Nederlands Jazzconcours. In 2000 wonnen ze de Dutch Jazz Competition.
Mede dankzij zijn basspel op de gitaar werd Digmon gevraagd voor The Five Great Guitars. Met hen deed hij vanaf 2003 diverse tournees langs de Nederlandse theaters. Hij speelt in deze band samen met Jan Kuiper en Zou Diarra en met gastspelers als Eric Vaarzon Morel, Harry Sacksioni, Jan Akkerman en Habib Koité.
In 2005 en 2006 speelde hij met Harry Sacksioni in het programma City!. Digmon werd daarin aangekondigd als de meest funky bassist op de gitaar.

## Discografie
- Johnny Baby - Good Lovin'
- Johnny Baby - Unity
- Five 4 Vibes - Nuff Love
- Acceptance - Strong Love
- James' Trio - James' Trio
- Jamesz - Fatuh
- Five Great Guitars - Live 2003
- Harry Sacksioni - City!